# كيم جاي كيونغ
كيم جاي كيونغ (بالكورية: 김재경)‏ هي ممثلة كورية جنوبية ومغنية سابقة. ولدت يوم 24 ديسمبر 1988 في سول في كوريا الجنوبية.

## روابط خارجية
- كيم جاي كيونغ على موقع IMDb (الإنجليزية)
- كيم جاي كيونغ على موقع ميوزك برينز (الإنجليزية)
- كيم جاي كيونغ على موقع ديسكوغز (الإنجليزية)